# Christopher Seton
Sir Christopher Seton (* um 1278; † nach August 1306 in Dumfries) war ein englischer Ritter und Rebell. Während des Schottischen Unabhängigkeitskriegs wechselte er die Seiten, worauf er nach seiner Gefangennahme hingerichtet wurde.

## Herkunft und Erbe

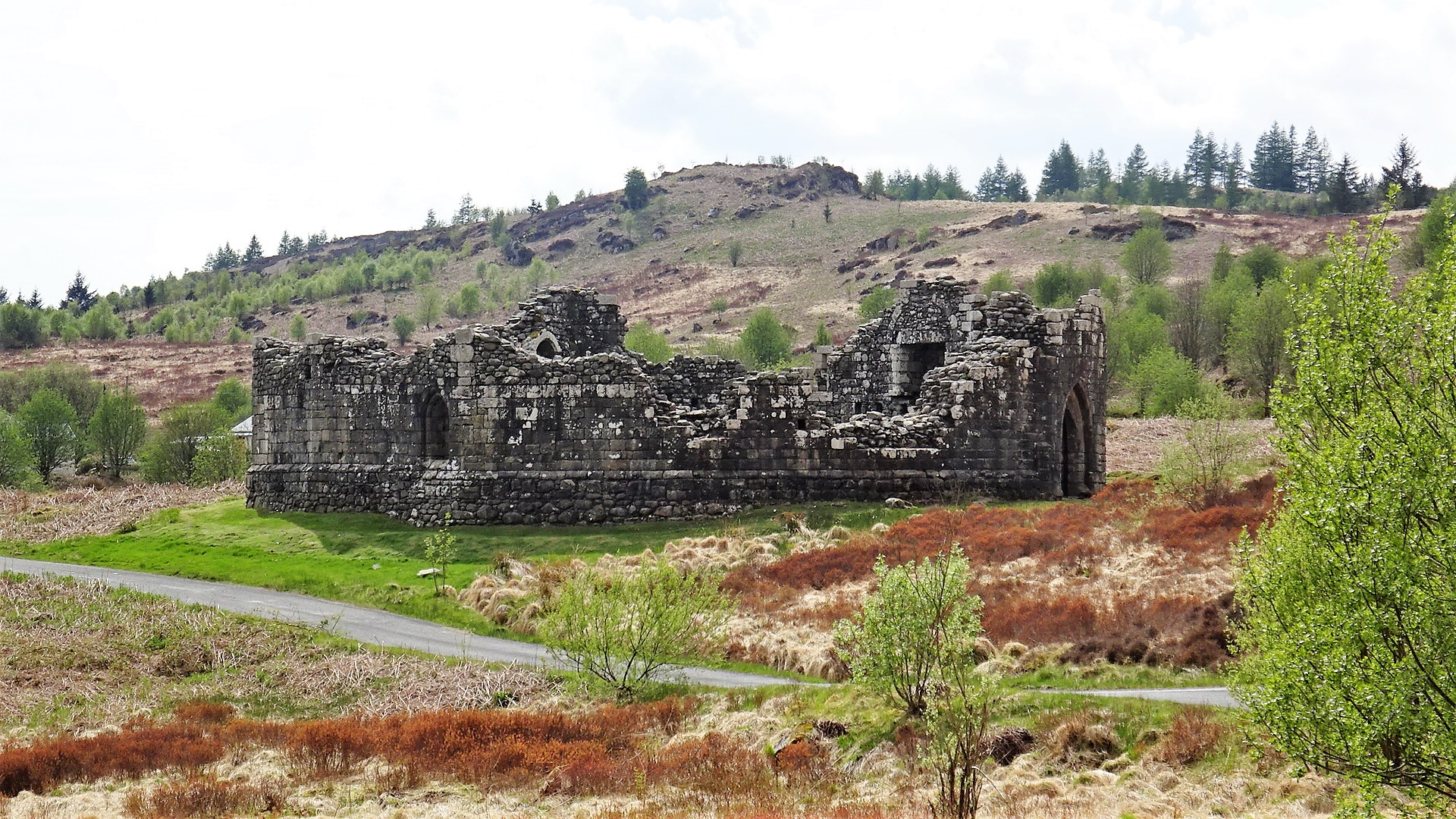
Die Ruine von Loch Doon Castle, das 1306 von Seton vergeblich gegen die Engländer verteidigt wurde

Christopher Seton entstammte einer Familie der Gentry, die sich offenbar nach Seton im North Riding of Yorkshire benannte. Die Familie Seton gehörte zu den Vasallen der älteren Linie der Familie Brus, bis diese 1272 in männlicher Linie ausstarb. Sie war nicht mit der Familie Seton aus dem schottischen Lothian verwandt. Christopher Seton erbte nach dem Tod seines Vaters Sir John of Seton, der vor dem 7. Juli 1299 starb, dessen Besitzungen in Yorkshire und Cumberland. Die Besitzungen in Cumberland hatte sein Vater von einem Erben von Richard Levington erworben. 1285 hatte sein Vater als Ritter im Dienst von Robert V de Brus aus der jüngeren Linie der Familie Brus gestanden. Diesem und dessen zweiten Frau Christina of Ireby hatte er Ländereien in Cumberland verpachtet. Nach dem Tod von Christina of Ireby 1305 fielen diese wieder an Christopher Seton.

## Dienst als Militär
Christopher Seton gehörte im Juli 1296 zusammen mit dem jüngeren Robert VI de Brus zum Heer von König Eduard I., mit dem dieser während des Kriegs mit Schottland nach Galloway gezogen war. Von mindestens April 1303 bis März 1304 gehörte Seton unter John de Botetourt zur Garnison von Lochmaben in Schottland. Dabei kam er möglicherweise in Kontakt mit Christian Bruce († 1356), einer Tochter von Robert VI de Brus. Sie war die Witwe von Gartnait, 7. Earl of Mar. Er heiratete sie vor 1305.

## Wechsel auf die schottische Seite, Gefangennahme und Tod
Durch seine Heirat wurde Seton ein Schwager von Robert Bruce. Im Februar 1306 wurde Seton zusammen mit seinen jüngeren Brüdern Sir John Seton und Humphrey Seton Zeugen des Mords von Bruce an John Comyn. Als Comyns Onkel Sir Robert Comyn seinen Neffen verteidigen wollte, erschlug ihn Seton mit seinem Schwert. Deshalb wurde die Familie Seton vom englischen König zu Unterstützern von Robert Bruce erklärt und verfolgt. Bruce wurde wenig später zum König von Schottland ausgerufen und betraute Christopher Seton mit dem Kommando über Loch Doon Castle, einer kleinen Burg der Familie Brus in Ayrshire. Sein Bruder John Seton, der 1301 im englischen Heer gedient hatte, wurde Kommandant von Tibbers Castle, das Bruce besetzt hatte. Setons Frau Christina blieb im Gefolge ihres Bruders und geriet 1306 bei Tain in Ross-shire in englische Gefangenschaft. Trotz der Niederlage von Bruce im Kampf gegen die Engländer widersetzten sich die Garnisonen von Loch Doon und Tibbers Castle der Aufforderung der Engländer, sich zu ergeben. Ab Anfang August 1306 wurde Loch Doon Castle von englischen Truppen belagert und vor dem 16. August erobert. Eduard I. ließ die Unterstützer der Rebellion von Bruce unbarmherzig bestrafen. Seton wurde nach Dumfries, dem Ort seines Mordes an Robert Comyn gebracht. Dort wurde er erst zur Richtstätte geschleift, dann gehängt und anschließend geköpft. An der Stelle stiftete seine Witwe mit finanzieller Unterstützung durch Robert Bruce später eine Kapelle.
Die Ehe von Christopher Seton mit Christina Bruce war kinderlos geblieben. Seine Besitzungen wurden von der englischen Krone beschlagnahmt. Seine Witwe wurde nach ihrer Gefangennahme in das Gilbertinenkloster Sixhills in Lincolnshire gesperrt.